# Erno Müller
Erno Carl Müller (* 25. April 1917 in Aarhus; † 26. Juli 2005 ebenda) war ein dänischer Schauspieler.

## Leben
Erno Müller wuchs in Aarhus auf, wo er zeitlebens wohnte. Nach seinem Schulabschluss erlernte er zunächst den Beruf des Friseurs.
Von 1939 bis 1942 absolvierte Müller dann seine Schauspielausbildung an der Schauspielschule des Aarhus Teater, wo er auch als Darsteller sein Bühnendebüt hatte und bis 1945 dort als festes Ensemblemitglied engagiert war. Anschließend war er bis zum Jahr 1963 am Odense Teater als festes Ensemblemitglied engagiert. Als Bühnendarsteller wirkte er in zahlreichen Theaterstücken, Varieté-Shows, Musicals und Kabarett-Programmen mit, so unter anderem auch am Königlichen Theater Kopenhagen. In seiner rund fünf Jahrzehnte lang andauernden Karriere als Schauspieler wirkte er von 1949 bis 1999 in mehr als 50 Film-und-Fernsehproduktionen mit. Gelegentlich war er auch als Synchronsprecher für Zeichentrickfilme tätig. Ende der 1990er-Jahre zog er sich aus dem Rampenlicht zurück.
Müller war insgesamt dreimal verheiratet und hatte aus seiner zweiten Ehe eine Tochter. Er starb im Juli 2005 im Alter von 88 Jahren. Seine Grabstätte befindet sich auf dem Abyhøj-Friedhof in Aarhus.

## Filmografie (Auswahl)
- 1955: Simon und Laura
- 1956: Erasmus Montanus
- 1961: Einer unter vielen
- 1966: Koll
- 1977: Die Brüder Löwenherz
- 1978: Ich und Charly
- 1984: Haus der Dunkelheit
- 1991: Europa
- 1998: Idioten